# Rumänien i olympiska vinterspelen 2010
Rumänien deltog med 28 deltagare vid de olympiska vinterspelen 2010 i Vancouver. Ingen av landets deltagare erövrade någon medalj.